# 가스카베시
가스카베시(일본어: 春日部市, 문화어: 가스까베시)는 일본 사이타마현 동부에 있는 시이다.
인구는 23만 명으로 사이타마시, 가와구치시, 도코로자와시, 고시가야시, 아게오시에 이어 현내 8위이다.

## 지리
사이타마현 동부에 위치하고 국도 4호선, 신4호 국도와 국도 16호선, 도부 이세사키선과 도부 노다선이 교차하는 교통의 요충지이다. 지리적, 역사적으로 호쿠소 지역에 속했다. 우시지마 등나무의 소재지이고 일본에서 유수한 "등나무 거리"로 유명하다. 고도경제성장 이래 도쿄 근교의 주택 지역으로 인구가 증가해 왔지만 최근 전출 초과수가 자연 증가수를 넘어서 인구 감소에 돌입했다. 2008년 4월 1일부터 특례시가 되었다. 현재 JR 동일본 전동차는 아직 정차하거나 지나가지 않는다.

### 인접한 자치체
- 사이타마현
  - 고시가야시
  - 기타카쓰시카군
    - 마쓰부시정
    - 스기토정

  - 미나미사이타마군
    - 미야시로정

  - 사이타마시
    - 이와쓰키구
- 지바현
  - 노다시

### 강
- 나카가와강
- 에도강

## 역사
에도 시대에 에도(현재의 도쿄)와 닛코를 잇는 닛코 가도(日光街道)의 역참 마을로 번영했다. 현재는 도쿄의 위성 도시로 발전하고 있으나 전통 산업으로 오동나무로 만드는 고급 장롱이 있다. 2005년 10월 1일에 인접하는 쇼와정(庄和町)과 통합하여 새로운 가스카베시가 발족했다.
- 1889년 4월 1일 - 정촌제 시행으로 가스카베주쿠가 정으로 승격해 미나미사이타마군 가스카베정이 되었다.
- 1954년 7월 1일 - 미나미사이타마군 가스카베정, 다케사토촌, 기타카쓰시카군 고마쓰촌과 합병해 도요노촌 등 1정 4촌의 합병으로 시로 승격해 가스카베시가 되었다.
- 2004년 4월 6일 - 시 승격 50주년 기념 사업의 일환으로 노하라 일가의 주민등록을 실시하였다.(물론 가공의 인물로 가스카베시청에서 주민투표가 시민에게 증정되었다.) 짱구는 못말려의 주인공 신짱구를 1년 간 이미지 캐릭터에 기용한다.
- 2004년 11월 1일 - 가스카베시를 포함해 관계되는 정에서 합병 찬반을 묻는 주민투표가 실시되었다. 2005년 3월 31일에 신설 합병으로 새 가스카베시로 전환 예정이었지만, 미나미사이타마군 미야시로정만이 반대가 앞섰다. 같은 해 9월 30일에 합병이 무산되었고 합병은 없던 일로 되어 합병협의회는 폐지되었다.
- 2005년 10월 1일 - 가스카베시와 기타카쓰시카군 쇼와정이 합병 협의를 진행하여 기타카쓰시카군 쇼와정을 신설 합병하였다. 현재는 가스카베시가 되어 있다. 당시 사이타마현 동부 지역에서는 유일하게 시내 합병이었다.
- 2007년 4월 11일 - 방재행정 무선방송 등이 변경되었다.
- 2008년 4월 1일 - 특례시로 지정되었다.

## 교통

### 도로
- 국도 4호선
- 국도 16호선

### 철도
아직 이 도시에는 동일본 여객철도(JR 동일본) 노선이 다니지 않는다.
- 도부 철도
  - 이세사키선
    - 다케사토역 - 이치노와리역 - 가스카베역 - 기타카스카베역

  - 노다선
    - 도요하루역 - 야기사키역 - 가스카베역 - 후지노우시지마역 - 미나미사쿠라이역

## 인구
| 연도  | 인구    | ±%      |
| ----- | ------- | ------- |
| 1960  | 50,088  | —       |
| 1970  | 103,828 | +107.3% |
| 1980  | 187,913 | +81.0%  |
| 1990  | 226,449 | +20.5%  |
| 2000  | 240,924 | +6.4%   |
| 2010  | 237,171 | −1.6%   |
| 2020  | 229,792 | −3.1%   |
| 출처: |         |         |

## 허구

### 만화·애니메이션
- 러키☆스타
- 크게 휘두르며
- 짱구는 못말려

### 짱구는 못말려
가스카베시는 애니메이션과 만화로 유명한 짱구는 못말려의 배경으로 유명하다. 이곳이 배경이 된 이유는 가스카베가 원작 만화의 작가인 우스이 요시토의 고향이자 평생 거주했던 곳이기 때문이다. 본래 만화에서는 가스카베시의 표기법인 '春日部'를 사용했지만 애니메이션판에서는 항의를 피하기 위해 실제 가스카베시의 표기인 '春日部'가 아닌 '春我部'를 사용했다. 그러나 지금은 애니메이션판에서도 원 표기법을 사용하고 있다. 또한 극장판은 처음부터 '春日部'였다. 한국 투니버스에서 방영 중인 한국어 더빙판에서는 떡잎마을이라는 별칭으로 불린다. 때문에 한국에서는 떡잎마을이라는 명칭으로도 유명하다.

## 자매 도시
- 미국 캘리포니아주 패서디나
- 오스트레일리아 퀸즐랜드주 프레이저코스트